# Consolida raveyi
Consolida raveyi là một loài thực vật có hoa trong họ Mao lương. Loài này được (Boiss.) Schrödinger mô tả khoa học đầu tiên năm 1909.